# قاي براون
قاي براون (بالإنجليزية: Guy Brown)‏ هو لاعب كرة قدم أمريكية أمريكي، ولد في 1 يونيو 1955 في فلسطين في الولايات المتحدة.

## وصلات خارجية
- قاي براون على موقع مرجع كرة القدم المحترفة.كوم (الإنجليزية)